# Wohlersberg
Der Wohlersberg markiert mit 74,2 m den höchsten Punkt der Landeshauptstadt Kiel.
Der Berg liegt im Stadtteil Rönne in der Nähe der südlichen Stadtgrenze zu Kreis Plön. Seit der Eingemeindung dieses Stadtteils 1970 ist er der höchstgelegene Punkt Kiels. Aus den 1970er Jahren findet sich auch eine Höhenangabe von 76 m.
Ein Weg, der zu einem Wohnplatz am Wohlsberg führt, wird seit 1971 unter selbigen Namen im Kieler Adreßbuch aufgeführt.

## Belege
- Hans-G. Hilscher: Wohlersberg. In: Landeshauptstadt Kiel,  Amt für Bauordnung, Vermessung und Geoinformation (Hrsg.): Kieler Straßenlexikon. 2018, DNB 1007934476, S. 209 (kiel.de).
- Friedrich Magnussen: Bauernhof am Wohlersberg 1 in Rönne. Kieler Nachrichten, 14. November 1975. Stadtarchiv Kiel, Signatur 66.964.